# Eberhard Zangger
Eberhard Zangger (9 de abril de 1958 en Kamen, Alemania) es un geoarqueólogo suizo, asesor de comunicaciones y publicista. Se dio a conocer internacionalmente por defender que en el oeste de Asia Menor existió una civilización luvita en el segundo milenio a. C. En 1992, Zangger también planteó la tesis de que la Atlántida descrita por Platón era una narración de la historia de Troya desde el punto de vista egipcio.

## Vida y obra
Zangger estudió geología/paleontología en la Universidad de Kiel y realizó un programa de doctorado en la Universidad de Stanford (1984-1988). Posteriormente, fue investigador en la Universidad de Cambridge. De 1991 a 1999, Zangger dirigió la oficina de asesoría Geoarcheology International en Zúrich, que al año participaba en unos seis proyectos de campo arqueológicos en el Mediterráneo oriental.
A partir de 1982, Zangger se especializó en la rama de la geoarqueología. Entre sus primeros temas de investigación y descubrimientos se cuentan la situación costera en Dímini Magoula en la Grecia central neolítica, la expansión del lago de Lerna, la edad exacta y la función de la desviación micénica del río y la ciudad baja de Tirinto, el carácter insular de Ásine, el puerto artificial de Néstor en Pilos, incluidos un mecanismo de descarga de agua limpia y un embalse artificial en el Monastiraki minoico en Creta central.
Zangger cobró reconocimiento internacional en 1992 con su interpretación de la Atlántida de Platón como Troya, que él presentó por primera vez en su primer libro The Flood from Heaven. Según Zannger, Platón utilizó sin saberlo una versión egipcia de la historia del final de Troya para su mito de la Atlántida. Zangger argumentó su tesis basándose en paralelismos entre los datos de Platón sobre la guerra entre Grecia y la Atlántida y diversas fuentes antiguas relativas a la Guerra de Troya. En 1993, en un artículo en el Oxford Journal of Archaeology Zangger presentó numerosas similitudes entre la descripción de Platón de la Atlántida y las descripciones del Bronce tardío de Troya.
En 1994, le siguió otro libro Ein neuer Kampf um Troia (Otra lucha sobre Troya), en el que Zangger vincula las inscripciones de los templos egipcios sobre las invasiones de los Pueblos del Mar alrededor del año 1200 a. C. con la tradición de la guerra de Troya. En este libro presenta por primera vez una cronología de los acontecimientos políticos y económicos en el Mediterráneo oriental en el siglo XIII a. C., desde su punto de vista. Zangger interpreta la leyenda de la guerra de Troya como un recordatorio de una "guerra mundial", durante la cual el mundo de estados del Mediterráneo oriental se derrumbó en gran parte alrededor del año 1200 antes de Cristo. En su representación Zangger atribuye más importancia de lo que era la práctica común a los Estados situados al oeste y noroeste de Anatolia que se conocen a partir de documentos hititas, como los reinos luvitas de Arzawa, Mira, Wilusa, Lukka y el país del río Seha. En su opinión, estos pequeños Estados igualaban unidos la importancia económica y militar de la Grecia micénica o la Creta minoica. Se opusieron al imperio hitita y aparecen de nuevo como "Pueblos del Mar" en fuentes egipcias de la época de Merenptah y Ramsés III. Esta coalición tenía como aliados a tribus asirias, kaskas y libias. Aliados de los hititas eran (junto a los vasallos Amurru y Ugarit) Egipto y la Grecia micénica.
En su tercer libro Die Zukunft der Vergangenheit (El futuro del pasado) de 1998, Zangger finalmente también esboza la evolución en el siglo XII a. C., es decir, después de la guerra de Troya. Grupos dispersos de supervivientes de las invasiones de los Pueblos del Mar y de la Guerra de Troya se habrían establecido en asentamientos en Italia y Siria/Palestina, y habrían contribuido a la aparición de las culturas etrusca y fenicia, según la teoría de Zangger. También argumenta que durante la erupción de la actual Santorini en el siglo XVII a. C. no se produjo el derrumbamiento de la caldera del volcán y que, de ser así, no se pudo provocar ningún tsunami. Zangger considera que los desastres naturales como palancas de acción de cambios culturales son una idea sobrevalorada. En cambio, defiende una mayor implicación de las ciencias naturales y una mayor participación del desarrollo urbano y del agua en la arqueología.
En 1998 Zangger preparó, en colaboración con el Instituto Federal de Geociencias y Recursos Naturales alemán (BGR) de Hannover, un proyecto de exploración en helicóptero de la llanura de Troya para localizar estratos de asentamientos y cuencas de puertos artificiales mediante técnicas de medición geomagnética. Sin embargo, el Ministerio de Cultura turco no concedió la autorización para dicho proyecto.
En abril de 2001, Zangger se retiró de la investigación durante un período prolongado con una conferencia en la Academia de Ciencias de Heidelberg. Ya en 1999 era asesor de relaciones públicas para una renombrada agencia de relaciones públicas de Zúrich. En 2002 fundó su propia agencia de relaciones públicas para comunicaciones corporativas science communications GmbH en Zúrich.
Desde abril de 2014 Zangger es presidente del patronato de la fundación internacional Luwian Studies. En el Registro Mercantil del Cantón de Zúrich se indica que el objeto de la fundación es "el estudio del segundo milenio antes de Cristo en el oeste del Asia Menor y la difusión del conocimiento sobre el tema".
La revista Der Spiegel dedicó siete artículos de varias páginas a los proyectos y publicaciones de Zangger entre 1992 y 1999, entre ellos un artículo de portada y lo describió como el "Einstein de la Antigüedad". El escritor alemán Gisbert Haefs dedicó un pequeño homenaje literario a Zangger en su novela Troya de 1997 en la figura de "Tsanghar". Haefs utilizó para su novela la tesis de la Atlántida-Troya.

## Obras selectas
- The Landscape Evolution of the Argive Plain (Greece). Paleo-Ecology, Holocene Depositional History and Coastline Changes. Exposición de la tesis doctoral en la Universidad de Standford, University Microfilm International, Ann Arbor, Míchigan 1988.
- Prehistoric Coastal Environments in Greece: The Vanished Landscapes of Dimini Bay and Lake Lerna. Journal of Field Archaeology 18 (1): 1-15. 1991.
- The Flood from Heaven – Deciphering the Atlantis Legend. Sidgwick & Jackson, Londres 1992 ISBN 0-283-06084 0.
- The Geoarchaeology of the Argolid. (Publicado por el Instituto Arqueológico Alemán de Atenas), Mann, Berlín 1993 ISBN 3-7861-1700-4.
- Plato’s Atlantis Account: A distorted recollection of the Trojan War. Oxford Journal of Archaeology 18 (1): 77-87. 1993.
- The Island of Asine: A paleogeographic reconstruction. Opuscula Atheniensa XX.15: 221-239. 1994.
- Ein neuer Kampf um Troia. Archäologie in der Krise. Droemer Knaur, Múnich 1994 ISBN 3-426-26682-2.
- En colaboración con Michael Timpson, Sergei Yazvenko, Falko Kuhnke y Jost Knauss: The Pylos Regional Archaeological Project; Landscape Evolution and Site Preservation. Hesperia 66 (4): 549-641. 1997.
- Das Atlantis=Troja-Konzept – Auf den Spuren einer versunkenen Kultur in Westkleinasien. En: Vierteljahresschrift der Naturforschenden Gesellschaft in Zürich (Publicación trimestral de la Sociedad de Ciencias Naturales en Zúrich) 143 (1), 13-23. 1998.
- Die Zukunft der Vergangenheit. Archäologie im 21. Jahrhundert. Schneekluth, Múnich 1998 ISBN 3-7951-1652-X.
- En colaboración con Michael Timpson, Sergei Yazvenko y Horst Leiermann: Searching for the Ports of Troy. En: Environmental Reconstruction in Mediterranean Landscape. Oxford 1999 ISBN 978-1-900188-63-0.
- Some Open Questions About the Plain of Troia. En: Troia and the Troad – Scientific Approaches. Springer, Berlín, 317-324. 2003 ISBN 3-540-43711-8.